# Georges Marchal
Georges Louis Marchal, 10 januari 1920 i Nancy i Meurthe-et-Moselle, död 28 november 1997 i Maurens i Dordogne, var en fransk skådespelare. Marchal medverkade bland annat i Om Versailles kunde berätta (1954), Teodora - en gatflickas karriär (1954) och Belle de jour – dagfjärilen (1967).

## Filmografi i urval
- 1945 – Paméla
- 1947 – Under Marockos måne
- 1949 – Farliga fruar
- 1949 – Au grand balcon
- 1950 – Pompejis undergång
- 1953 – De tre musketörerna
- 1954 – Om Versailles kunde berätta
- 1954 – Teodora - en gatflickas karriär
- 1954 – La contessa di Castiglione
- 1954 – Le vicomte de Bragelonne
- 1956 – Cela s'appelle l'aurore
- 1956 – Djungelmorden
- 1959 – Nel segno di Roma
- 1960 – Sista tåget från Shanghai
- 1960 – Austerlitz
- 1961 – Kolossen på Rhodos
- 1962 – Ulisse contro Ercole
- 1962 – Musketörernas hämnd
- 1965 – Spionen från öster
- 1967 – Belle de jour – dagfjärilen
- 1969 – Vintergatan
- 1979 – L'île aux trente cercueils (TV-serie)